# 藤崎慎吾
藤崎慎吾（ふじさき しんご、1962年3月5日 -）は東京都出身の小説家（SF作家）、ノンフィクションライター。本名遠藤慎一。

## 略歴
埼玉大学教養学部卒業、米メリーランド大学大学院海洋・河口部環境科学専攻修士課程修了。科学雑誌の編集者や記者、映像ソフトのプロデューサーなどをするかたわら小説を書き、1999年に『クリスタルサイレンス』（朝日ソノラマ）でデビュー。
2014年、遠藤慎一（本名）名義で書かれた「「恐怖の谷」から「恍惚の峰」へ ～ その政策的応用」が第一回日経「星新一賞」を受賞。2024年、『深海大戦 Abyssal Wars』および『深海大戦 Abyssal Wars 漸深層編』の中国語版が、第2回SF惑星賞（第二届科幻星球奖）の優秀賞（优胜奖）を受賞。
2001年時点で日本SF作家クラブ会員だったが、2024年10月時点では会員名簿に名前がない。宇宙作家クラブ会員。

## 作品リスト

### 長編小説作品
- クリスタルサイレンス（朝日ソノラマ、1999年10月。ソノラマ文庫上下巻、2003年5月。ハヤカワ文庫JA上下巻、2005年11月） - SFが読みたい!2000年版で第1位。
- 螢女（朝日ソノラマ、2001年10月。ソノラマ文庫、2004年9月。ハヤカワ文庫JA、2008年7月）
- ストーンエイジシリーズ
  1. ストーンエイジCOP―顔を盗まれた少年（光文社カッパ・ノベルス、2002年8月。光文社文庫、2010年8月）
  2. ストーンエイジKIDS―2035年の山賊（光文社カッパ・ノベルス、2004年3月。光文社文庫、2010年9月）
  3. ストーンエイジCITY―アダム再誕（光文社、2010年10月。光文社文庫、2013年10月）
- ハイドゥナン（早川書房上下巻、2005年7月。ハヤカワ文庫JA全4巻、2008年5月）
- 鯨の王（文藝春秋、2007年5月。文春文庫、2009年12月）
- 祈望（講談社、2010年6月）
- 遠乃物語（光文社、2012年7月）
- 深海大戦 Abyssal Warsシリーズ
  1. 深海大戦 Abyssal Wars（角川書店、2013年8月）
  2. 深海大戦 Abyssal Wars 漸深層編（KADOKAWA、2015年4月）
  3. 深海大戦 Abyssal Wars 超深海編（KADOKAWA、2017年3月）
- 衛星軌道2万マイル（岩崎書店、2013年10月）

### 短編小説集
- 『レフト・アローン』（ハヤカワ文庫JA、2006年2月）
  - レフト・アローン - 第15回SFファンジン大賞創作部門受賞
  - 猫の天使
  - 星に願いを ピノキオ2076
  - コスモノーティス
  - 星窪
- 『風待町医院 異星人科』（光文社、2017年6月）
  - 五月の海と、見えない漂着物
  - 路地裏の裏の路地と、幽霊喫茶店
  - 雪空に舞う鳥と、ラジオのさえずり
  - アジサイの海と、雨に踊る河童たち
  - 巨大ザメの歯と、奪われた標本

### ノンフィクション作品
- 深海のパイロット(藤岡換太郎、田代省三との共著)（光文社新書、2003年7月）
- 日本列島は沈没するか? (西村一、松浦晋也との共著）（早川書房、2006年7月）
- 辺境生物探訪記―生命の本質を求めて(長沼毅との共著)（光文社新書、2010年7月）
- 我々は生命を創れるのか 合成生物学が生みだしつつあるもの（講談社ブルーバックス、2019年8月）

### アンソロジー収録作品
- 「神の右手」（井上雅彦監修、光文社文庫『異形コレクション36 進化論』収録、2006年8月）
- 「光の隙間」（井上雅彦監修、光文社文庫『異形コレクション38 心霊理論』収録、2007年8月）
- 「『恐怖の谷』から『恍惚の峰』へ～その政策的応用」（大森望・日下三蔵編、創元SF文庫『折り紙衛星の伝説 年刊日本SF傑作選』収録、2015年6月）（遠藤慎一名義）
- 「変身障害」（早川書房『多々良島ふたたび ウルトラ怪獣アンソロジー』収録、2015年7月）
- 「五月の海と、見えない漂着物」（光文社『SF宝石2015』収録、2015年8月）

### 単行本未収録作品
小説
- 「七月のマレビト」（光文社『小説宝石』2002年9月号 掲載）
- 「壁の中」（早川書房『SFマガジン』2005年9月号 掲載）
- 「タンポポの宇宙船」（早川書房『SFマガジン』2014年6月号 掲載）

エッセイ
- 「ホタルからの贈り物」（講談社『本』2019年9月号 掲載）